# 大和七福八宝めぐり
大和七福八宝めぐり（やまとしちふくはっぽうめぐり）は、奈良県の7箇所の社寺と大和信仰の原点である三輪山から構成される七福神巡りの霊場。
令和5年8月1日より、寿老神霊場が久米寺より岡寺（龍蓋寺）に変更となった。

## 大和七福神一覧
| 社寺             | 神           | 宗派         | 所在地                         |
| ---------------- | ------------ | ------------ | ------------------------------ |
| 大神神社         | 三輪明神     | 神道         | 奈良県桜井市三輪1422           |
| 長谷寺           | 大黒天       | 真言宗豊山派 | 奈良県桜井市初瀬731-1          |
| 信貴山朝護孫子寺 | 毘沙門天     | 信貴山真言宗 | 奈良県生駒郡平群町信貴山2280-1 |
| 当麻寺中之坊     | 布袋尊       | 真言宗       | 奈良県葛城市當麻1263           |
| 安倍文殊院       | 弁財天       | 華厳宗       | 奈良県桜井市阿部645            |
| おふさ観音       | 恵比寿天     | 高野山真言宗 | 奈良県橿原市小房町6-22         |
| 談山神社         | 福禄寿       | 神道         | 奈良県桜井市多武峰319          |
| 久米寺           | 寿老人（旧） | 真言宗御室派 | 奈良県橿原市久米町502          |
| 岡寺             | 寿老人（新） | 真言宗豊山派 | 奈良県高市郡明日香村岡806      |